# Reichskommissariat Kaukasus

Proposta do Reichskommissariat do Cáucaso.

Reichskommissariat Kaukasus (ou Kaukasien; em georgiano:  კავკასიის რაიხსკომისარიატი; em russo:  Рейхскомиссариат Кавказ), foi a proposta de divisão política e de regime de ocupação civil planejado pela Alemanha nazista nos territórios conquistados do Cáucaso durante a Segunda Guerra Mundial. Ao contrário dos outros quatro Reichskommissariats planejados, dentro das fronteiras da proposta do Reichskommissariat do Cáucaso, as experiências deveriam ser conduzidas para várias formas de autonomia para os "grupos nativos".